# Alexis Abraham
Alexis Abraham, né le 14 février 1976 à Rue dans la Somme, est un athlète français, spécialiste du demi-fond et du cross-country,.

## Biographie
Il s'empare du titre de champion de France du 1 500 mètres en salle en 2001, titre qu'il conservera l'année suivante. Il sera également sur le podium du 1 500 mètres en salle des éditions 2003 et 2004 des championnats de France en salle. En 2004, il devient champion de France de cross court après avoir obtenu une médaille d'argent sur la même épreuve lors de l'édition précédente.  
Il est sélectionné plusieurs fois en équipe de France, notamment pour les championnats du monde en salle 2001, les championnats d'Europe en salle 2002 ou encore sur les championnats du monde de cross.

## Palmarès

### Palmarès international
| Date | Compétition                            | Lieu          | Résultat | Épreuve     | Temps         |
| ---- | -------------------------------------- | ------------- | -------- | ----------- | ------------- |
| 2001 | Championnats du monde en salle         | Lisbonne      | Séries   | 1 500 m     | 3 min 49 s 21 |
| 2002 | Championnats d'Europe en salle         | Vienne        | Séries   | 1 500 m     | 3 min 41 s 24 |
| 2003 | Championnats du monde de cross-country | Avenches      | 102e     | Cross court | -             |
| 2004 | Championnats du monde de cross-country | Bruxelles     | 81e      | Cross court | -             |
| 2005 | Championnats du monde de cross-country | Saint-Galmier | 67e      | Cross court | -             |
| 2005 | Jeux méditerranéens                    | Almeria       | 8e       | 1 500 m     | 3 min 47 s 10 |
| 2005 | Jeux de la Francophonie                | Niamey        | 6e       | 1 500 m     | 3 min 49 s 57 |

### Palmarès national
| Indoor  | 2001 | 2002 | 2003 | 2004 |
| ------- | ---- | ---- | ---- | ---- |
| 1 500 m | 1er  | 1er  | 2e   | 3e   |

| Cross-country | 2003 | 2004 |
| ------------- | ---- | ---- |
| Cross court   | 2e   | 1er  |

## Records
| Épreuve | Épreuve   | Performance   | Lieu              | Date           |
| ------- | --------- | ------------- | ----------------- | -------------- |
| 1 500 m | Plein air | 3 min 36 s 05 | Nice              | 9 juillet 2001 |
| 1 500 m | Salle     | 3 min 41 s 09 | Eaubonne          | 7 février 2001 |
| 3 000 m | Plein air | 7 min 49 s 94 | Villeneuve-d'Ascq | 12 juin 2005   |
| 3 000 m | Salle     | 8 min 5 s 67  | Eaubonne          | 2 février 2002 |